# 环形山深度

环形山高度示意图

在任何固态行星或自然卫星上，环形山——不管是撞击坑还是火山坑或是塌陷坑——的深度都指从局部地形的表面距离坑底的高度，或指从坑的边缘距坑底的高度。
右图显示了一个典型环形山的侧面视图。深度A表示从地形表面至坑底的距离；深度B指环形山边缘的平均高度至坑底的距离。